# Traité byzantino-bulgare (716)

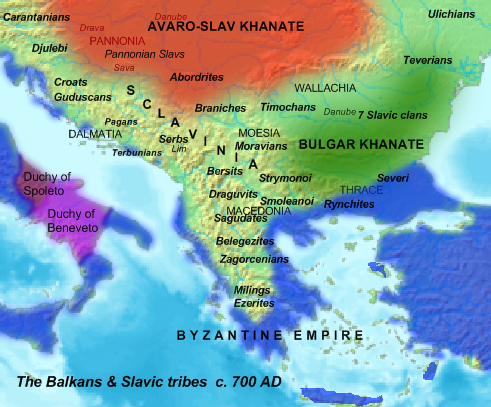
La Bulgarie et l'Empire Byzantin en 716 après le traité.

Le traité de 716 est un accord entre la Bulgarie et l'Empire Byzantin. Il est signé par le fils du Khan bulgare Khan Tervel, Kormesius et l'empereur Byzantin Théodose III.

## Contexte
En 705, l'empereur byzantin déchu Justinien II appelle à l'aide le Khan bulgare Tervel afin de retrouver son trône. Les Bulgares envoient une armée forte de 15 000 hommes, ce qui permet à Justinien d'entrer dans Constantinople. En échange, Tervel reçoit le titre de César, une énorme quantité d'or, d'argent et de vêtements ainsi que la région appelée Zagore au sud de la chaîne de montagnes du Grand Balkan. Lorsque Justinien pense avoir consolidé sa position sur le trône, il envahit ensuite la Bulgarie afin de reconquérir le territoire cédé, mais il est défait lors de la bataille d'Anchialos (708). Il est par la suite exécuté par ses adversaires politiques. Les hostilités continuent jusqu'en 716, lorsqu'un traité est signé entre les Bulgares et les Byzantins.

## Principales clauses

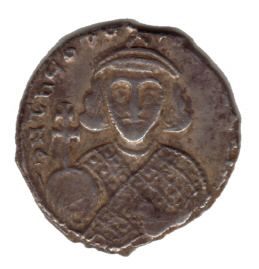
L'empereur Théodose III.

Les termes du traité de 716 sont les suivants:
- L'Empire Byzantin reconnaît les frontières bulgares, y compris les terres nouvellement acquises de Zagore. Par ce traité, la frontière entre les deux pays est établie comme commençant à Mileoni en Thrace. Mileoni n'est pas identifié formellement dans le texte, mais sa réalité géographique est évidente. Selon Konstantin Jireček, Mileoni doit être identifié comme l'un des sommets des hauteurs de Manastir sur les contreforts du nord du massif Sakar[2]. Sur le plus haut sommet du massif (590 m) se trouvent les ruines d'une forteresse, dans le style typique de celles construites par les Byzantins comme poste frontière[3]. Celle-ci a donc probablement servi de point de frontière. La frontière est définie au moyen d'une tranchée (Erkesiya), connue au Moyen Âge comme la "grande tranchée". Elle commence dans les lagons autour du lac Mandra au nord des ruines de Debelt et s'étend vers l'ouest de la rivière Maritsa, sur une longueur de 131 km.
- L'Empire Byzantin doit continuer de payer le tribut annuel à la Bulgarie. Le tribut annuel convenu en 679 entre Asparoukh et Constantin IV et confirmé par Justinien II est ici réaffirmé[4].
- Les deux pays conviennent d'échanger des réfugiés politiques accusés de comploter contre le pouvoir en place. Cette clause est prescrite à l'initiative de Théodose III car son trône était instable et parce que les Bulgares avaient appuyé dans le passé des usurpateurs byzantins.
- Les marchandises ne peuvent être importées ou exportées entre les deux pays que si elles sont échangées avec un sceau d'État. Les marchandises sans document sont confisquées pour le compte de la trésorerie de l'État[5]. Les marchands bulgares obtiennent en outre officiellement l'accès au premier marché d'Europe à Constantinople.

## Conséquences
Le traité est favorable à la Bulgarie, mais il est crucial pour l'Empire Byzantin. Sur la base de cet accord, les Bulgares envoient une armée pour aider les Byzantins contre les Arabes lors du siège de Constantinople de 717-718 puis ils remportent une bataille décisive contre ces mêmes Arabes près des murs de la ville. En 719, Tervel retire son soutien à Anastase, le nouveau prétendant au trône byzantin. Le traité dure jusqu'à 756 lorsque le Khan bulgare Kormisosh demande un tribut en compensation des nouvelles fortifications construites par les Byzantins le long de la frontière, mais sa demande est ignorée. Une longue période de guerres entre Byzantins et les Bulgares commence, entrecoupée d'interruptions, pendant plus d'un demi-siècle. En dépit de leurs succès en 792, 811 et 813, les Byzantins subissent d'humiliantes défaites. Un an avant la bataille de Versinikia en 813, le Khan Krum fait une proposition de paix aux Byzantins en leur proposant de revenir au traité de 716. Cependant, son offre est refusée en raison de la troisième partie du traité relative à l'échange des réfugiés politiques. Les Byzantins ont encore l'illusion qu'ils peuvent interférer dans les affaires internes bulgares après la série de faibles et courtes dominations des Khans bulgares dans la seconde moitié du VIIIe siècle. Après la mort de Krum, un nouveau traité de paix de 30 ans est signé en 816 entre le nouveau Khan Omourtag et l'empereur byzantin Léon V l'Arménien.

## Sources
- (en) Cet article est partiellement ou en totalité issu de l’article de Wikipédia en anglais intitulé « Byzantine–Bulgarian Treaty of 716 » (voir la liste des auteurs).